# Campeonato Europeo de keirin femenino
El Campeonato de Europa de keirin femenino es el campeonato de Europa de Keirin, en categoría femenina, organizado anualmente por la UEC. Se traen disputando desde el 2010 dentro de los Campeonatos de Europa de ciclismo en pista.

## Palmarés
| Evento | Oro                | Plata               | Bronce              |
| ------ | ------------------ | ------------------- | ------------------- |
| 2010   | Olga Panarina      | Simona Krupeckaitė  | Lyubov Shulika      |
| 2011   | Victoria Pendleton | Clara Sanchez       | Sandie Clair        |
| 2012   | Simona Krupeckaitė | Iekaterina Gnidenko | Elena Brezhniva     |
| 2013   | Elis Ligtlee       | Kristina Vogel      | Virginie Cueff      |
| 2014   | Kristina Vogel     | Elena Brezhniva     | Shanne Braspennincx |
| 2015   | Elis Ligtlee       | Virginie Cueff      | Iekaterina Gnidenko |
| 2016   | Liubov Bassova     | Nicky Degrendele    | Simona Krupeckaitė  |